# Piekary Wielkie (Legnica)
Piekary Wielkie (niem. Gross Beckern) – dzielnica miasta i osiedle Legnicy, położone we wschodniej części miasta.

## Historia
Dawniej samodzielna wieś. W początku XX w. zamieszkiwało ją 1576 mieszkańców. Należała do obwodu w Kunicach. W granicach miasta od 1983 r.

## Komunikacja miejska
Autobusy komunikacji miejskiej poruszają się głównymi ulicami (ulice Spokojna - linia 1 oraz Wrocławska - linie: 2, 10, 24, 28, N1). Znajdują się tu 4 przystanki.